# Lars e una ragazza tutta sua
(Tagline del film)
Lars e una ragazza tutta sua (Lars and the Real Girl) è un film del 2007 diretto da Craig Gillespie.
Il film è uscito nelle sale italiane il 4 gennaio 2008, distribuito dalla DNC.

## Trama
Lars Lindstrom è un ventisettenne introverso che vive in un piccolo paese del Wisconsin, con pochi amici ed una inesistente vita sociale. Ha molta difficoltà ad intrattenere rapporti normali, sia con i suoi concittadini sia con suo fratello Gus e sua cognata Karin. Un giorno confessa al fratello di aver conosciuto la donna dei suoi sogni, Bianca, una dolce e timida ragazza incontrata su internet.
Gus e Karin rimangono però letteralmente senza parole quando conoscono Bianca: infatti non si trovano davanti una ragazza in carne e ossa, bensì una real doll in silicone a grandezza naturale. Lars presenta Bianca come una missionaria di origini brasiliane e danesi costretta su una sedia a rotelle. Preoccupati per la salute mentale di Lars, i due si rivolgono ad una specialista per chiedere consigli.
La dottoressa consiglia loro di assecondare Lars in tutto e per tutto, asserendo che è l'unico modo per aiutare Lars a trovare un equilibrio stabile per uscire dalla realtà distorta che si è creato. Per aiutare Lars, si mobiliterà l'intera comunità, assecondando il ragazzo e trattando Bianca come una persona normale. Ma per ironia, sarà proprio Bianca, con la sua disarmante innocenza, ad aiutare la comunità ad aprire le loro vedute. Quando poi verrà svolto il suo funerale egli trova la forza di voler andare avanti con la sua vita e di chiedere ad una vera donna di fare due passi insieme a lui, facendo presagire un futuro per entrambi.

## Produzione
Il film è stato girato in 31 giorni.

## Riconoscimenti
- 2007 - Satellite Award
  - Miglior attore protagonista in un film commedia a Ryan Gosling
- 2007 - National Board of Review Awards
  - Miglior sceneggiatura originale (Nancy Oliver)
- 2007 - Humanitas Prize
  - A Nancy Oliver
- 2008 - Premio Oscar
  - Candidatura per la migliore sceneggiatura originale a Nancy Oliver
- 2008 - Golden Globe
  - Candidatura per il miglior attore in un film commedia o musicale a Ryan Gosling
- 2008 - Screen Actors Guild Award
  - Candidatura per il migliore attore cinematografico a Ryan Gosling